# Akot
Akot là một thành phố và là nơi đặt hội đồng đô thị (municipal council) của quận Akola thuộc bang Maharashtra, Ấn Độ.

## Địa lý
Akot có vị trí 21°06′B 77°04′Đ / 21,1°B 77,06°Đ Nó có độ cao trung bình là 345 mét (1131 foot).

## Nhân khẩu
Theo điều tra dân số năm 2001 của Ấn Độ, Akot có dân số 80.796 người. Phái nam chiếm 52% tổng số dân và phái nữ chiếm 48%. Akot có tỷ lệ 71% biết đọc biết viết, cao hơn tỷ lệ trung bình toàn quốc là 59,5%: tỷ lệ cho phái nam là 75%, và tỷ lệ cho phái nữ là 67%. Tại Akot, 15% dân số nhỏ hơn 6 tuổi.